# Likasi

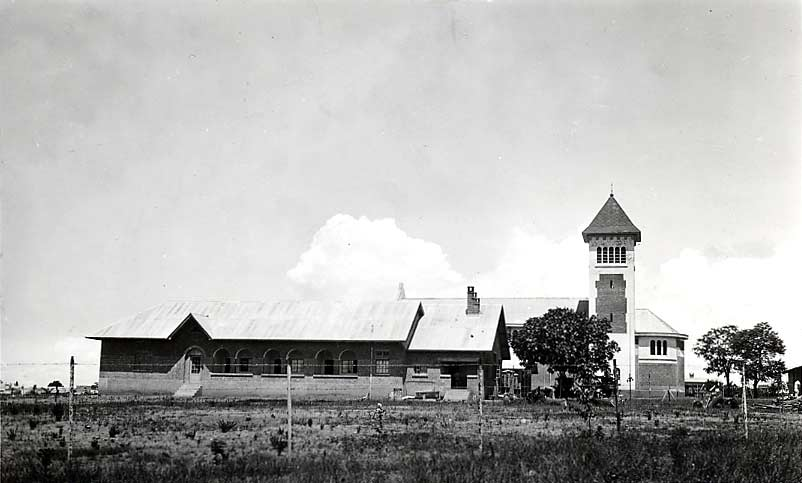
Kościół w Jadotville (ob. Likasi) ok. 1930 roku

Likasi (do 1962 roku Jadotville) – miasto w prowincji Górna Katanga w południowo-wschodniej części Demokratycznej Republiki Konga, ok. 461 tys. mieszkańców.
Przemysł: górnictwo rud miedzi i kobaltu, hutnictwo oraz chemiczny.
W Jadotville w plemieniu Luba urodził się były prezydent Demokratycznej Republiki Konga – Laurent-Désiré Kabila. W 1961 roku w mieście, podczas kryzysu kongijskiego stracono byłego premiera kraju – Patrice'a Lumumbę.

## Współpraca
Miejscowość partnerska:
- Saint-Gilles, Belgia